# Saint-Gilles-les-Bois
Saint-Gilles-les-Bois (en bretó Sant-Jili-ar-C'hoad) és un municipi francès, situat a la regió de Bretanya, al departament de Costes del Nord. L'any 2005 tenia 406 habitants.

## Demografia
| Evolució de la població INSEE |      |      |      |      |      |      |      |      |
| 1793                          | 1800 | 1806 | 1821 | 1831 | 1836 | 1841 | 1846 | 1851 |
| -                             | -    | -    | -    | -    | 1020 | 955  | -    | 1045 |

| 1856 | 1861 | 1866 | 1872 | 1876 | 1881 | 1886 | 1891 | 1896 |
| ---- | ---- | ---- | ---- | ---- | ---- | ---- | ---- | ---- |
| 1031 | 1050 | 1047 | 970  | 983  | 824  | 905  | -    | 927  |

| 1901 | 1906 | 1911 | 1921 | 1926 | 1931 | 1936 | 1946 | 1954 |
| ---- | ---- | ---- | ---- | ---- | ---- | ---- | ---- | ---- |
| -    | 744  | 828  | 639  | 608  | 600  | 539  | -    | -    |

| 1962 | 1968 | 1975 | 1982 | 1990 | 1999 | 2006 | 2011 | 2016 |
| ---- | ---- | ---- | ---- | ---- | ---- | ---- | ---- | ---- |
| -    | -    | -    | 451  | 421  | 401  | -    | -    | -    |

| 2019 | - | - | - | - | - | - | - | - |
| ---- | - | - | - | - | - | - | - | - |
| -    | - | - | - | - | - | - | - | - |

## Administració
| Període   | Identitat          | Partit        |
| --------- | ------------------ | ------------- |
| 1944-1945 | Joseph Dornemin    |               |
| 1945-1959 | Francisque Mercier |               |
| 1959-2001 | Émile Marquier     | Divers droite |
| 2001-     | Philippe Planté    | Divers droite |